# Communauté de communes de l'Ouest d'Amiens
La communauté de communes de l'Ouest d'Amiens  est une ancienne communauté de communes française, située dans le département de la Somme.
En 2017, les communautés de communes du Val de Nièvre et environs et de l'Ouest Amiens fusionnent pour constituer la Communauté de communes Nièvre et Somme.

## Composition
Cette communauté de communes était composée des communes suivantes :
1. Ailly-sur-Somme
2. Argœuves
3. Belloy-sur-Somme
4. Bourdon
5. Breilly
6. Cavillon
7. Crouy-Saint-Pierre
8. Ferrières
9. Fourdrinoy
10. Hangest-sur-Somme
11. La Chaussée-Tirancourt
12. Le Mesge
13. Picquigny
14. Saint-Sauveur
15. Saisseval
16. Seux
17. Soues
18. Yzeux

## Sources
- le splaf
- la base aspic